# Metasomatos

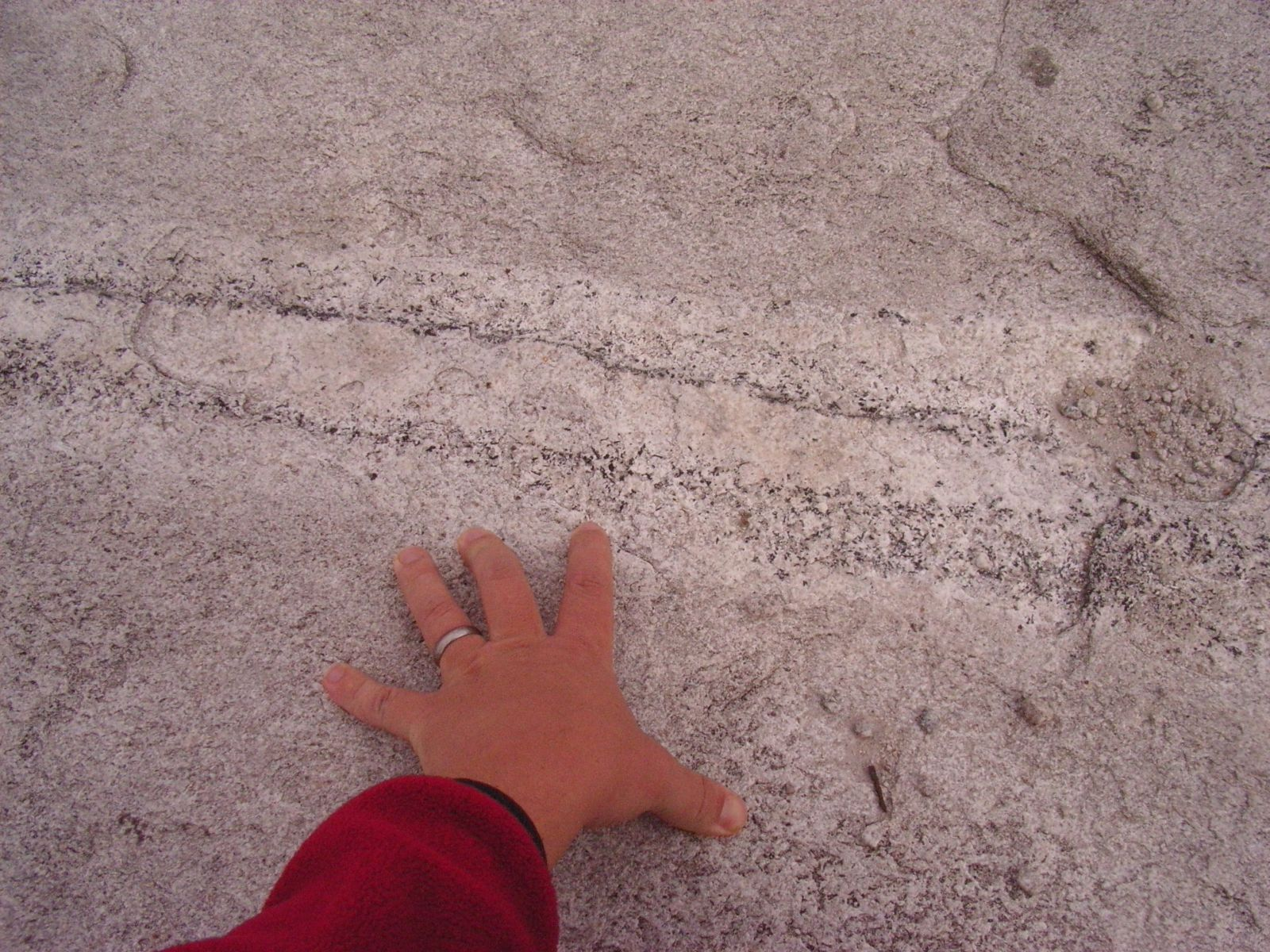
Metasomatiskt förändrad granit.

Metasomatos även kallad metasomatisk omvandling eller förträngning, är ett begrepp inom geologin som syftar till den process då ett mineral eller en bergart blir helt eller delvis blir utbytt mot en annan. Begreppet infördes av K.F. Naumann (1826). Metasomatos är en typ av metamorfos. Metamorfos är ett begrepp som inom geologin syftar till den omvandlingsprocess som formar de metamorfa bergarterna.
Metasomatiska malmer kallas de malmer som blivit till genom metasomatos.

## Typer av metasomatos

### Hydrotermal metasomatos
Den vanliga formen av metasomatos kallas hydrotermal metasomatos och sker då ämnena som utbyts är vattenlösningar.

### Pneumatolytisk metasomatos
Om ämnena som byts ut är i gasform så kallas det pneumatolytisk metasomatos. Detta är en påverkan av bergarter som sker genom inverkan av överkritiska (med en temperatur på över 400°C) restmagmatiska lösningar.

## Exempel på metasomatos
Exempel på metasomatos är att om man tillför kalium till en bergart som innehåller natronfältspat så kommer kalifältspat att bildas och natriumet stöts ut ur bergarten. [källa behövs]

### Dolomitisering
Dolomit som har den kemiska formeln CaMg(CO3)2 är ett bergartsbildande mineral (namnet dolomit kan dock även syfta till en bergart som huvudsakligen är uppbyggd av detta mineral). Ofta skapas mineralet dolomit genom att kalcit omvandlas, en omvandling som ibland är metasomatisk (dolomitisering). Man är inte helt säker på hur dolomiter bildas på detta sätt men man tror att det sker i en sedimentär miljö.

### Albitisering
Albitisering kallas det när en metasomatisk omvandling leder till att ämnen i en ursprungsbergart blir utbytt till fältspatsmineralet albit med den kemiska formeln Na(AlSi3O8).
Keratofyr är en bergart som till största delen består av albit. Keratofyr har blivit till genom albitisering av en intermediär eller sur vulkanisk bergart.